# Pro Patria et Libertate Sezione Calcio 1969-1970
Questa voce raccoglie le informazioni riguardanti la Pro Patria et Libertate Sezione Calcio nelle competizioni ufficiali della stagione 1969-1970.

## Stagione
Nella stagione 1969-1970 la Pro Patria disputa il girone A del campionato di Serie C, un torneo a venti squadre, con 34 punti si piazza in tredicesima posizione. Il Novara con 57 punti vince il girone e sale in Serie B, secondo il Lecco con 53 punti. Retrocedono in Serie D il Marzotto di Vadagno, la Trevigliese e la Biellese.
La Pro Patria si trova costretta da esigenze economiche a cedere a squadre di Serie B i pezzi migliori della rosa della scorsa stagione, Michele Solbiati viene ceduto al Como, Luciano Re Cecconi al Foggia, il portiere Romano Cazzaniga viene ceduto al Monza. Per sostituirli vengono messi a disposizione del confermato Mister Carlo Regalia alcuni giocatori di categoria quali Ettore Frigerio, Adriano Nocentini, Sergio Aspesi, Vittorio Panucci, Andrea Verdelli e Giacomo Perego, ma alla fine i conti non tornano e la squadra bustocca scivola sul fondo della classifica. A fine novembre un burrascoso derby in trasferta con il Legnano finito sul campo in parità (1-1) viene assegnato (0-2) dal Giudice Sportivo ai tigrotti, per incidenti dopo un calcio di rigore realizzato da Giorgio Gambazza. Al termine di una stagione complicata si riesce comunque a raggiungere l'obiettivo della salvezza, ma arrivano anche le dimissioni del presidente Enrico Candiani, per un decennio alla guida della società, giustificate da motivi strettamente personali.

## Rosa
| N. |                   | Ruolo | Calciatore             |
| -- | ----------------- | ----- | ---------------------- |
|    | Italia (bandiera) | P     | Giuseppe Anelli        |
|    | Italia (bandiera) | D     | Sergio Aspesi          |
|    | Italia (bandiera) | A     | Mario Bolzano          |
|    | Italia (bandiera) | C     | Tarcisio Cantoni       |
|    | Italia (bandiera) | D     | Adriano Casero         |
|    | Italia (bandiera) | D     | Pasquale Croci         |
|    | Italia (bandiera) | A     | Gianfranco De Bernardi |
|    | Italia (bandiera) | C     | Angelo Denti           |
|    | Italia (bandiera) | D     | Piero Dotti            |
|    | Italia (bandiera) | D     | Ettore Frigerio        |
|    | Italia (bandiera) | C     | Giorgio Gambazza       |
|    | Italia (bandiera) | C     | Pasquale Lombardi      |
|    | Italia (bandiera) | A     | Antonio Marmonti       |

| N. |                   | Ruolo | Calciatore           |
| -- | ----------------- | ----- | -------------------- |
|    | Italia (bandiera) | A     | Sergio Mischis       |
|    | Italia (bandiera) | P     | Giuseppe Moschioni   |
|    | Italia (bandiera) | D     | Adriano Nocentini    |
|    | Italia (bandiera) | A     | Angelo Oliva         |
|    | Italia (bandiera) | A     | Vittorio Panucci     |
|    | Italia (bandiera) | D     | Parini               |
|    | Italia (bandiera) | A     | Giacomo Perego       |
|    | Italia (bandiera) | A     | Rossi                |
|    | Italia (bandiera) | D     | Giuseppe Taglioretti |
|    | Italia (bandiera) | A     | Alessandro Turini    |
|    | Italia (bandiera) | C     | Vecchi               |
|    | Italia (bandiera) | C     | Andrea Verdelli      |
|    | Italia (bandiera) | C     | Zanini               |

## Risultati

### Serie C girone A

#### Girone di andata
| Arbitro: | Ciulli (Roma) |

|              |           |  |
| Gottardo 69’ | Marcatori |  |

| Busto Arsizio 21 settembre 1969 2ª giornata | Pro Patria          | 0 – 0 | Marzotto Valdagno | Stadio Comunale\| Arbitro: \| Vannucchi (Bologna) \| |
| Arbitro:                                    | Vannucchi (Bologna) |       |                   |                                                      |

| Arbitro: | Crista (Livorno) |

|                       |           |                        |
| Turini 25’ Perego 40’ | Marcatori | 11’ Cei 38’ Zambianchi |

| Arbitro: | Chiapponi (Livorno) |

|                          |           |  |
| Fumagalli 29’ Gurian 53’ | Marcatori |  |

| Busto Arsizio 12 ottobre 1969 5ª giornata | Pro Patria       | 0 – 0 | Verbania | Stadio Comunale\| Arbitro: \| Ciacci (Firenze) \| |
| Arbitro:                                  | Ciacci (Firenze) |       |          |                                                   |

| Arbitro: | Tempio (Catania) |

|                   |           |              |
| Dori 15’ Tomy 27’ | Marcatori | 36’ Gambazza |

| Arbitro: | Marino (Taranto) |

|           |           |  |
| Dotti 63’ | Marcatori |  |

| Biella 2 novembre 1969 8ª giornata | Biellese         | 0 – 0 | Pro Patria | Stadio Lamarmora\| Arbitro: \| Alberti (Genova) \| |
| Arbitro:                           | Alberti (Genova) |       |            |                                                    |

| Arbitro: | F. Lattanzi (Macerata) |

|  |           |                        |
|  | Marcatori | 31’ Cesari 85’ Rizzati |

| Arbitro: | Rodomonte (Teramo) |

|                                         |           |  |
| Giannini 11’ Gabetto 34’ V. Calloni 63’ | Marcatori |  |

| Arbitro: | Vaccaro (Torino) |

|            |           |                     |
| Panucci 6’ | Marcatori | 78’ (rig.) Bonacina |

| Arbitro: | Prati (Parma) |

|              |           |                     |
| Ulivieri 10’ | Marcatori | 82’ (rig.) Gambazza |

| Arbitro: | Lupi (Genova) |

|             |           |               |
| Panucci 52’ | Marcatori | 66’ Fregonese |

| Arbitro: | Schena (Foggia) |

|              |           |              |
| Modonese 65’ | Marcatori | 72’ Verdelli |

| Arbitro: | Ciacci (Firenze) |

|            |           |                     |
| Turini 89’ | Marcatori | Omizzolo 75’ Pomaro |

| Arbitro: | Scolari (Verona) |

|           |           |             |
| Cella 82’ | Marcatori | 5’ Verdelli |

| Arbitro: | Crista (Livorno) |

|  |           |             |
|  | Marcatori | 29’ Calisti |

| Arbitro: | Alberti (Genova) |

|           |           |  |
| Silva 77’ | Marcatori |  |

| Arbitro: | Turiano (Reggio Calabria) |

|                         |           |  |
| Gambazza 35’ Turini 52’ | Marcatori |  |

#### Girone di ritorno
| Busto Arsizio 1º febbraio 1970 20ª giornata | Pro Patria                 | 0 – 0 | Solbiatese | Stadio Comunale\| Arbitro: \| De Marco (Torre del Greco) \| |
| Arbitro:                                    | De Marco (Torre del Greco) |       |            |                                                             |

| Busto Arsizio 8 febbraio 1970 21ª giornata | Pro Patria        | 0 – 0 | Marzotto Valdagno | Stadio Comunale\| Arbitro: \| Barboni (Firenze) \| |
| Arbitro:                                   | Barboni (Firenze) |       |                   |                                                    |

| Arbitro: | Fuschi (Pescara) |

|                                                   |           |  |
| Galtarossa 13’ (rig.) Magistrelli 65’ Colusso 84’ | Marcatori |  |

| Arbitro: | Clerico (Chiavari) |

|              |           |  |
| Gambazza 25’ | Marcatori |  |

| Arbitro: | Tempio (Catania) |

|                          |           |                     |
| Ballabio 75’ Sadocco 84’ | Marcatori | 33’ (rig.) Gambazza |

| Arbitro: | Testuzza (Genova) |

|            |           |  |
| Turini 88’ | Marcatori |  |

| Arbitro: | Ciacci (Firenze) |

|  |           |             |
|  | Marcatori | 50’ Panucci |

| Busto Arsizio 22 marzo 1970 27ª giornata | Pro Patria      | 0 – 0 | Biellese | Stadio Comunale\| Arbitro: \| Leita (Catania) \| |
| Arbitro:                                 | Leita (Catania) |       |          |                                                  |

| Arbitro: | Chiapponi (Livorno) |

|            |           |             |
| Taddei 76’ | Marcatori | 38’ Panucci |

| Arbitro: | Trinchieri (Reggio Emilia) |

|  |           |                                         |
|  | Marcatori | 21’ Gavinelli 43’ Giannini 83’ Milanesi |

| Arbitro: | Martinelli (Catanzaro) |

|  |           |                |
|  | Marcatori | 1’ De Bernardi |

| Arbitro: | Monforte (Palermo) |

|  |           |               |
|  | Marcatori | 17’ Lavizzari |

| Venezia 26 aprile 1970 32ª giornata | Venezia                     | 0 – 0 | Pro Patria | Stadio Pierluigi Penzo\| Arbitro: \| Fiorenza (Torre Annunziata) \| |
| Arbitro:                            | Fiorenza (Torre Annunziata) |       |            |                                                                     |

| Arbitro: | Marti (Napoli) |

|                        |           |  |
| Panucci 35’ Turini 60’ | Marcatori |  |

| Arbitro: | Monforte (Palermo) |

|            |           |  |
| Pedroni 4’ | Marcatori |  |

| Arbitro: | Busalacchi (Palermo) |

|                  |           |                |
| Panucci 56’, 76’ | Marcatori | 42’ Cogliandro |

| Udine 31 maggio 1970 36ª giornata | Udinese          | 0 – 0 | Pro Patria | Stadio Moretti\| Arbitro: \| Lenardon (Siena) \| |
| Arbitro:                          | Lenardon (Siena) |       |            |                                                  |

| Arbitro: | Andreoli (Padova) |

|                                             |           |                |
| De Bernardi 3’ Turini 35’, 75’ Lombardi 77’ | Marcatori | 86’ Guzzabocca |

| Arbitro: | Menegali (Roma) |

|             |           |  |
| Pinatti 63’ | Marcatori |  |